# Parafia Nawiedzenia Najświętszej Maryi Panny w Krasnobrodzie
Parafia Nawiedzenia Najświętszej Maryi Panny w Krasnobrodzie – parafia należąca do dekanatu Krasnobród diecezji zamojsko-lubaczowskiej. Została utworzona w II połowie XVI wieku. Kościół parafialny wybudowany w latach 1690–1699, konsekrowany 12 sierpnia 1699. Mieści się przy ulicy Tomaszowskiej.
Obecnie parafia obejmuje: część gminy Krasnobród (Borki, Dominikanówka, Grabnik, Hutków, Krasnobród z Podklasztorem i Turzyńcem, Majdan Mały, Majdan Wielki, Nowa Wieś, Szur, Wólka Husińska z Husinami, Zielone z Przejmą), gminy Krynice (Kolonia Partyzantów, Zaboreczno), gminy Susiec (Łuszczacz, Róża) oraz gminy Tarnawatka (Klocówka, Niemirówek).

## Kalwaria
Kalwarię stanowią stacje Drogi Krzyżowej,

## Kościoły filialne
- Kościół filialny pw. Świętego Brata Alberta Chmielowskiego w Majdanie Wielkim
- Kościół filialny pw. Świętego Dominika w Dominikanówce
- Kościół filialny pw. Świętego Izydora w Majdanie Małym
- Kościół filialny pw. Świętego Krzyża w Łuszczaczu
- Kościół filialny pw. Świętego Stanisław Kostki w Hutkowie
- Kościół filialny pw. Świętego Jana Chrzciciela w Wólce Husińskiej

## Kaplice
- Kaplica „Objawień”
- Kaplica Swiętego Rocha

## Cmentarze
- Cmentarz Parafialny w Krasnobrodzie